# Megliadino San Vitale
Megliadino San Vitale é uma comuna italiana da região do Vêneto, província de Pádua, com cerca de 1.934 habitantes. Estende-se por uma área de 15 km², tendo uma densidade populacional de 129 hab/km². Faz fronteira com Casale di Scodosia, Megliadino San Fidenzio, Piacenza d'Adige, Santa Margherita d'Adige.
A origem etimológica do termo "Megliadino" provem de "miglio" (milho em italiano) já que esse era o cereal mais cultivado na região no passado. Foi tal a importância desse cereal para a região que foi adotada a espiga de milho como símbolo do brazão da comuna.
A região é conhecida pelo agroturismo sendo visitada por turistas de toda a Itália, e por encontrar em sua vizinhança uma muralha medieval (Muralha de Montagnana) que é considerada uma das de melhor preservação em toda Europa. Encontra-se ainda dentro dos limites de Megliadino San Vitale o chamado Valli Mocenighe atração paisagística da região, pantanosa no passado, água salobra, rasgada por gigantescas obras de drenagem executadas pela República de Veneza.

## Imigrantes de Megliadino San Vitale no Brasil

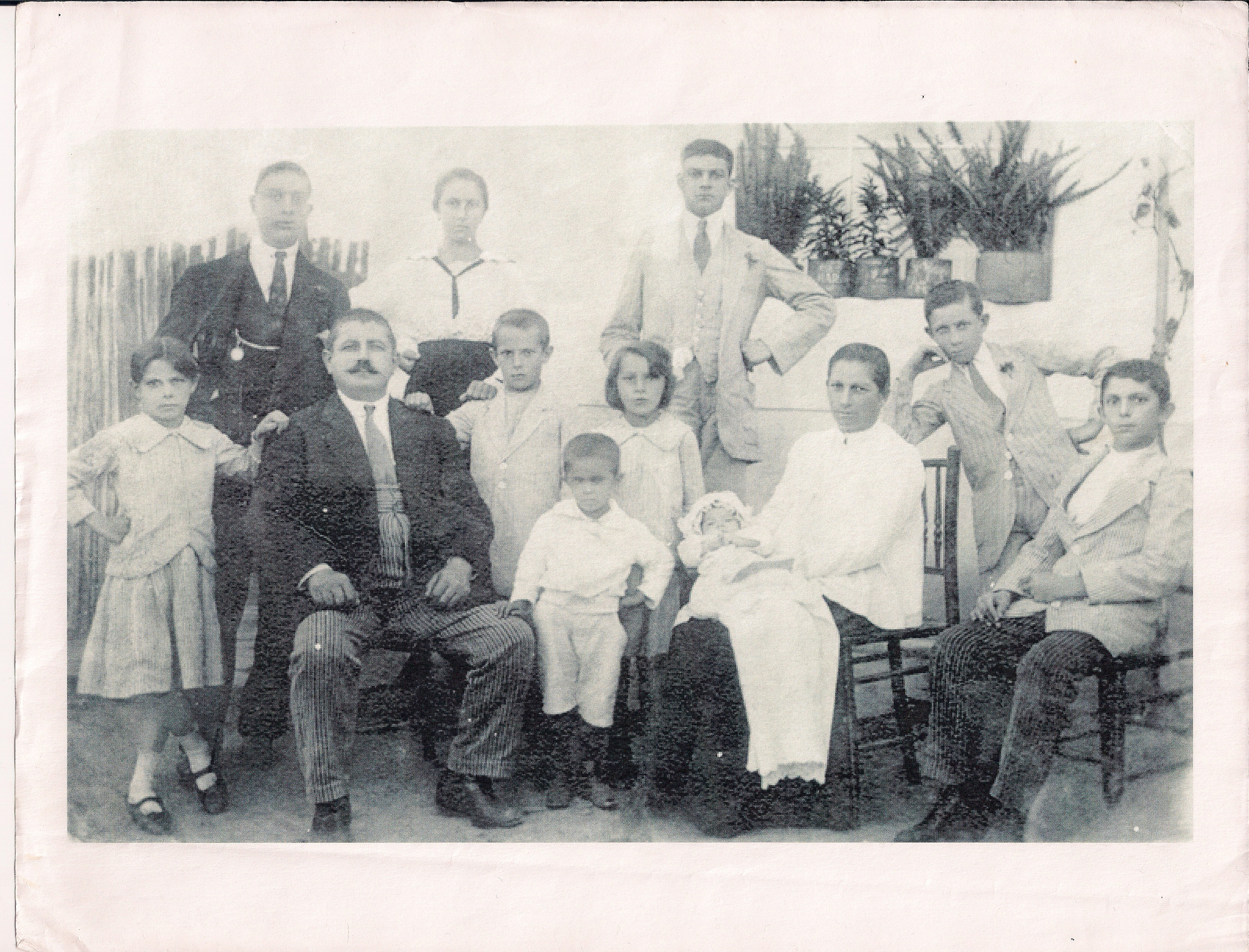
A família Ortolan(o).

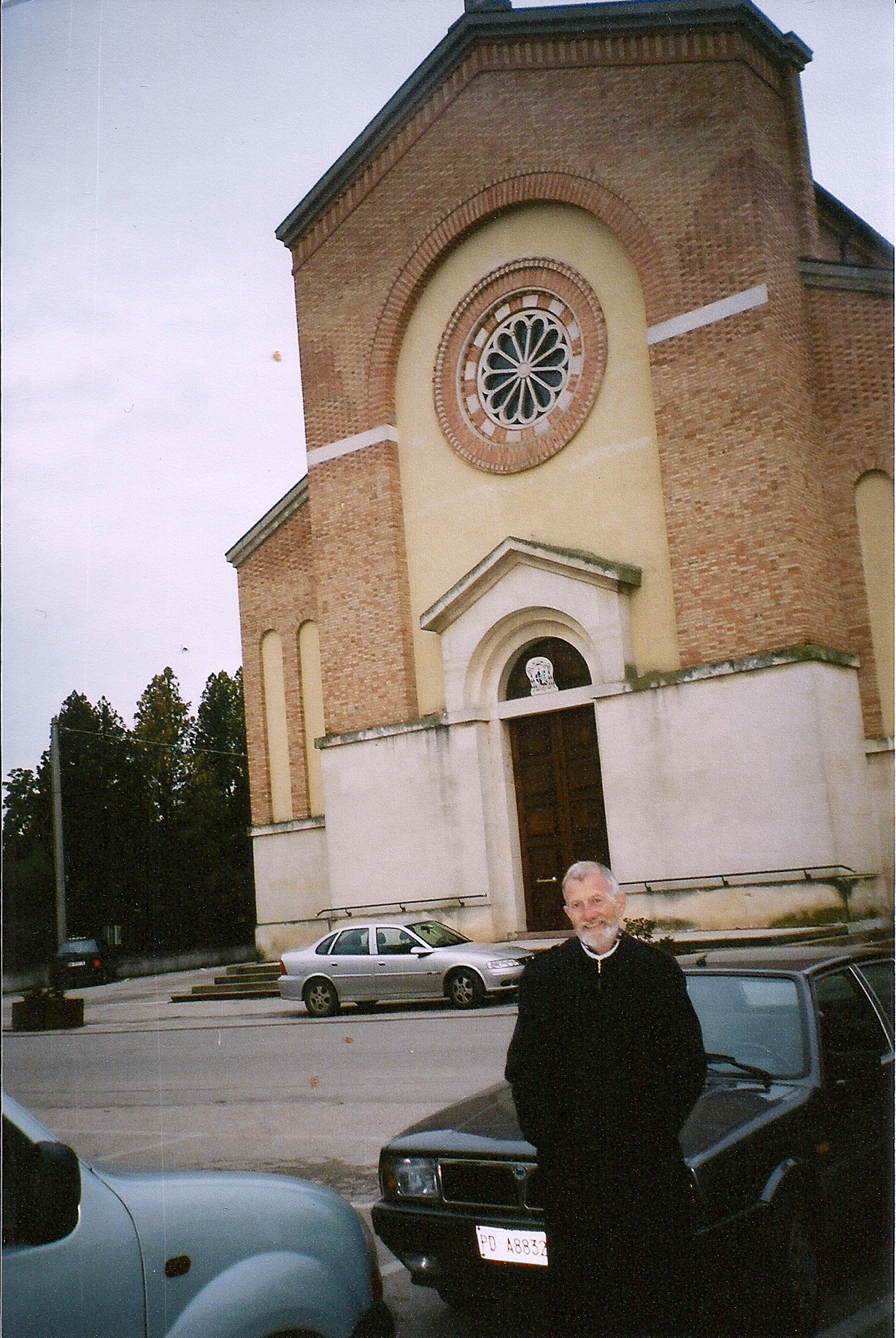
Igreja da Paróquia de Megliadino San Vitale.

Dessa comunidade italiana, várias famílias imigraram para o Brasil durante as décadas de 1880 e 1890 e instalaram-se nas regiões de Americana e Cascalho, no estado de São Paulo, enquanto outras se instalaram no estado de Minas Gerais. Exerceram um papel importante no desenvolvimento agrícola, comercial e industrial da região. Entre tais imigrantes podemos citar as famílias de Antonio Benvenuto Ortolano e Solidea Gobbo, Fortunato Gobbo, Pietro Ortolan e Maria Magdalena Gennari, Giovanni Malaman e Rosa Zaglia, Antônio e Rosa Malaman, Ferrucio Batista Masiero, e Alejandro Ludovico Ortolan.

## Demografia
| Variação demográfica do município entre 1861 e 2011                               |
|                                                                                   |
| Fonte: Istituto Nazionale di Statistica (ISTAT) - Elaboração gráfica da Wikipedia |